# Cross (película)
Cross es una película de acción y fantasía estadounidense de 2011 escrita por Patrick Durham, John Sachar y Tanner Wiley. Fue estrenada directamente a video.
En 2017 se estrenó una secuela llamada Cross Wars y en 2019 se estrenó una tercera película, Cross 3: El ascenso de los villanos.

## Sinopsis
Con un poder increíble gracias a una antigua Cruz Celta, Callan, junto con la ayuda de los expertos en armas Riot, Backfire, War, Lucia y Shark, luchan contra un imparable imperio del mal liderado por Erlik en la ciudad de Los Ángeles. Cuando un antiguo vikingo llamado Gunnar llega a la ciudad en busca de sangre, Callan debe detenerlo antes de que destruya el mundo. Erlik y sus hombres Saw, el gángster londinense English y Slag, ayudados por el malvado Doctor, tienen como objetivo derrotar a Callan ayudando a Gunnar. El detective Nitti planea encontrar a Callan y su equipo antes de que hagan su trabajo por él.

## Reparto
- Brian Austin Green como Callan
- Patrick Durham como "Guerra"
- Michael Clarke Duncan como Erlik
- John Sachar como "tiburón"
- Tom Sizemore como el detective Nitti
- Vinnie Jones como Gunnar
- William Zabka como "Saw"
- Robert Carradine como "griego"
- Lori Heuring como Lucía
- Tim Abell como "Riot"
- Jake Busey como "contraproducente"
- Gianni Capaldi como inglés
- C. Thomas Howell como Jake
- Susie Abromeit como "Sunshine"
- Danny Trejo como Lexavier
- Roman Mitichyan como Ara
- Tanner Wiley como el desviado
- Andre Gordon como guardabosques
- Branden Cook como "escoria"
- Judy Marie Durham como abril

## Estreno
La película fue estrenada directamente a video el 31 de mayo de 2011 en los Estados Unidos